# IOS 4
iOS 4 és la quarta versió principal del sistema operatiu mòbil iOS desenvolupat per Apple Inc., sent el successor de l'iPhone OS 3. Va ser anunciat a l'esdeveniment especial d'Apple el 8 d'abril de 2010 i llançat el 21 de juny de 2010. iOS 4 va ser la primera versió marcada com "iOS" en lloc d'"iPhone OS", a causa del llançament de l'iPad. Va ser succeït per iOS 5 el 12 d'octubre de 2011.
iOS 4 va introduir moltes funcions que des de llavors s'han convertit en habituals, com ara carpetes a la pantalla d'inici, augmentant significativament el nombre d'aplicacions que es poden mostrar. També es va afegir suport per a fons de pantalla de la pantalla d'inici a l'iPhone, encara que limitat als dispositius més nous a causa dels requisits de rendiment de l'animació. El sistema operatiu també va afegir una funció multitasca, que permetia que les aplicacions que tracten trucades d'Internet, la ubicació i la reproducció d'àudio funcionin en segon pla, mentre que una tecnologia similar però més restringida "Canvi ràpid d'aplicacions" permetia que qualsevol aplicació quedés inactiva en segon pla mentre els usuaris canvien. a altres aplicacions. iOS 4 també va afegir una funció de correcció ortogràfica a tot el sistema, va habilitar iBooks a l'iPhone, va unificar la safata d'entrada de correu per combinar contingut de diferents proveïdors de correu electrònic i va introduir Game Center per a jocs socials i FaceTime per a videotrucades.

## Història
L'iPhone OS 4 es va presentar a l'esdeveniment especial d'Apple el 8 d'abril de 2010. A la conferència de presentació de la WWDC el 7 de juny de 2010, es va canviar el nom a iOS 4 per tal de ser més inclusiu per a l'iPod Touch i l'iPad.
iOS 4 es va llançar oficialment el 21 de juny de 2010.

## Característiques del sistema

### Pantalla d'inici
iOS 4 va augmentar el nombre màxim d'aplicacions de la pantalla d'inici de 180 a 2.160 a causa de l'addició de carpetes. Aquestes carpetes s'anomenarien automàticament en funció de la categoria corresponent de l'App Store de les aplicacions que conté. A l'iPhone, també es va afegir la possibilitat de triar fons de pantalla i veure'ls a la pantalla d'inici, tot i que la funció estava notablement absent de l'iPhone 3G i de l'iPod Touch de segona generació a causa del mal rendiment de les animacions d'icones. A més, el dock de l'iPhone es va actualitzar per ser esqueuomorf, com passa amb el Dock de l'iPad i Mac OS X, i ja no té una línia grisa a sota; les icones es van redissenyar per coincidir.

### Multitasca
iOS 4 va introduir la multitasca. La funció permetia als usuaris canviar entre aplicacions a l'instant fent clic al botó d'inici dues vegades. Es va implementar de manera que no provocava un esgotament excessiu de la bateria. La multitasca es limitava a les aplicacions que tractaven les trucades d'Internet, la ubicació i la reproducció d'àudio, mentre que una tecnologia similar de "canvi ràpid d'aplicacions" significava que els usuaris podien sortir d'una aplicació i entrar-hi una altra, amb l'aplicació original romanent en segon pla fins que l'usuari tornés. Aquesta característica estava notablement absent de l'iPhone 3G i de l'iPod Touch de segona generació a causa de problemes de rendiment. iOS 4 va introduir una funció de correcció ortogràfica que subratllava les paraules mal escrites en vermell. Tocar la paraula proporcionarà una finestra emergent amb un reemplaçament recomanat.

### Càmera
L'aplicació Càmera ara admet el zoom digital 5x.
iOS 4 va introduir el suport d'iPhone i iPod Touch a iBooks, que ja estava inclòs a l'iPad. Tot i que no era una aplicació predeterminada, estava disponible a l'App Store.
L'aplicació Mail presentava una safata d'entrada unificada a iOS 4, que permetia als usuaris veure els missatges de tots els seus comptes de correu electrònic mostrats junts en una única safata d'entrada. També va obtenir suport per a àlies de correu electrònic de MobileMe i diversos comptes d'Exchange per a usuaris empresarials.
iOS 4 va afegir una nova aplicació anomenada Game Center, una xarxa de jocs socials multijugador en línia, que permet als usuaris convidar amics a jugar i comparar les seves puntuacions en una taula de classificació. No estava disponible a l'iPhone 3G.

### Safari
El navegador web mòbil Safari a iOS 4 va afegir Bing com a opció de cerca a més de Google i Yahoo!. A partir d'iOS 4.2.1, es podrien cercar paraules o frases específiques d'una pàgina.